# Curt Göransson
Curt Göransson, né le 13 octobre 1944, est un pilote de course suédois, en rallyes et à bord de camions.

## Biographie
Après avoir disputé plusieurs rallyes dans son pays notamment sur BMW 2002 Ti (victoire en Gr. 1 au rallye Östgöta en 1971) et Opel Kadett GT/E (victoires en 1984 aux rallyes  Härjedalsbrickan et Nuttevalsen), de la fin des années 1960 jusqu'à 1986 -dont trois épreuves comptabilisées en WRC-, il devient surtout le premier conducteur à obtenir quatre titres continentaux en conduisant des poids lourds en compétitions de l'ERTC (le championnat européen, auquel il participe de 1986 à 1991).

## Palmarès
- Champion d'Europe de courses de camions Classe C, en 1986 à bord d'un Volvo N12;
- Triple Champion d'Europe de courses de camions Classe B, en 1988, 1989  et 1990, toujours sur Volvo N12;
  - vice-champion d'Europe de courses de camions Classe C, en 1987 (Volvo N12), et 1991 (Phoenix MAN).